# ТЕЦ Nexif Ratch Energy Rayong
12°47′20″ пн. ш. 101°14′45″ сх. д. / 12.78889° пн. ш. 101.24583° сх. д.
ТЕЦ Nexif Ratch Energy Rayong (NRER) — теплоелектростанція у тайській провінції Районг.
В 2022 році на майданчику станції став до ладу парогазовий блок комбінованого циклу потужністю 98 МВт, в якому одна газова турбіна потужністю 62 МВт живить через котел-утилізатор одну парову турбіну з показником 36 МВт.
Станція отримала довгостроковий 25-річний контракт на викуп 90 МВт потужності державною електроенергетичною компанією Electric Generating Authority of Thailand (EGAT), тоді як надлишкова електроенергія постачається підприємствам індустріальної зони SSP Industrial Estate.
Як паливо станція споживає природний газ (можливо відзначити, що блакитне паливо надходить до  провінції Районг через ГПЗ Районг та термінал для імпорту ЗПГ Мап-Та-Пхут).
Проект реалізували через компанію Nexif Ratch Energy Rayong Company Limited, власниками якої із частками 51 % та 49 % є сінгапурська Nexif Energy та тайська Ratchaburi Electricity Generating Holding (також відома як RATCH, головним акціонером із часткою 45 % є згадана вище EGAT).
Можливо відзначити, що біч-о-біч зі станцією NRER знаходиться майданчик ТЕЦ Siam Power Generation.